# 15907 Robot
15907 Robot è un asteroide della fascia principale. Scoperto nel 1997, presenta un'orbita caratterizzata da un semiasse maggiore pari a 2,2958722 UA e da un'eccentricità di 0,1305330, inclinata di 5,33212° rispetto all'eclittica.